# Лич, Дональд
Дональд Чарльз Лич (англ. Donald Charles Leach; род. 5 ноября 1980, Крайстчерч) — новозеландский гребец, выступавший за сборную Новой Зеландии по академической гребле в 2002—2005 годах. Участник летних Олимпийских игр в Афинах.

## Биография
Дональд Лич родился 5 ноября 1980 года в Крайстчерче, Новая Зеландия.
Заниматься академической греблей начал в 1995 году во время учёбы в школе, позже с 1999 года проходил подготовку в клубе Canterbury Rowing Club.
Впервые заявил о себе на международной арене в сезоне 2002 года, став четвёртым в распашных безрульных четвёрках на молодёжной регате в Генуе. Попав в основной состав новозеландской национальной сборной, дебютировал в Кубке мира, в частности занял девятое место на этапе в Мюнхене.
В 2003 году в той же дисциплине закрыл десятку сильнейших на этапе Кубка мира в Люцерне и занял 11 место на чемпионате мира в Милане.
Благодаря череде удачных выступлений удостоился права защищать честь страны на летних Олимпийских играх 2004 года в Афинах. Вместе с партнёрами по команде Карлом Мейером, Эриком Мюрреем и Махе Драйсдейлом в программе четвёрок безрульных вышел в главный финал А и финишировал в решающем заезде пятым.
После афинской Олимпиады Лич ещё в течение некоторого времени оставался в составе гребной команды Новой Зеландии и продолжал принимать участие в крупнейших международных регатах. Так, в 2005 году в безрульных четвёрках он выступил на двух этапах Кубка мира и на мировом первенстве в Гифу, где показал шестой результат.